# Wang Tieh-Cheng
Wang Tieh-Cheng es un deportista taiwanés que compitió en taekwondo. Ganó una medalla de bronce en el Campeonato Mundial de Taekwondo de 1975, en la categoría de –68 kg.

## Palmarés internacional
| Representando a China Taipéi |                      |                   |           |
| Campeonato Mundial           |                      |                   |           |
| Año                          | Lugar                | Medalla           | Categoría |
| 1975                         | Seúl (Corea del Sur) | Medalla de bronce | –68 kg    |